# Lego Creator (jeu vidéo)
Lego Creator est un jeu de construction sorti en novembre 1998 sur Windows. Il consiste à construire avec des éléments Lego virtuels. Le jeu a la particularité de ne pas avoir de mission ni d'objectif.

## Suites

### Lego Creator: Knights' Kingdom(2000)
Lego Creator: Knights' Kingdom est un jeu vidéo de simulation, de construction et de gestion sur le thème médiéval, développé par Superscape et publié par Lego Software en 2000. Il s'agit d'une suite autonome de Lego Creator.

### Lego Creator: Harry Potter(2001)
Lego Creator : Harry Potter est un jeu vidéo de simulation, de construction et de gestion basé sur le film Harry Potter à l'école des sorciers et la marque d'ensemble de blocs de construction Lego Harry Potter. Il a été développé par Superscape et publié par Lego Software et Electronic Arts fin 2001,. Lego Creator Harry Potter est un jeu de type sandbox dans lequel le joueur peut interagir, déplacer et placer les différents objets et personnages présents dans le jeu. Le jeu propose au joueur de construire certains bâtiments ou infrastructures emblématiques de l'univers de Harry Potter tels que Poudlard ou bien le Poudlard Express dans un environnement pré-conçu. Le joueur a également la possibilité de faire lancer des sorts à son personnage et de changer la météo. Le jeu comporte également un éditeur de mini-figurines qui permet au joueur de créer et d'utiliser, en jeu, une figurine Lego virtuelle qu'il aura créée dans le jeu. Le jeu est le premier jeu vidéo Lego se basant sur une licence externe au monde du jeu vidéo et autre que la franchise Lego elle-même.

### Lego Creator: Harry Potter et la Chambre des secrets(2002)
Lego Creator : Harry Potter et la Chambre des secrets se concentre sur le film Harry Potter et la Chambre des secrets. Ceci est le seul opus Lego Creator à ne pas être développé par Superscape, mais par Qube Software (en). Il est publié par Electronic Arts et Lego Interactive en 2002,..